# افتخار ال‌جی‌بی‌تی
افتخار به همجنسگرایی (انگلیسی: Gay pride) یا افتخار ال‌جی‌بی‌تی (انگلیسی: LGBT pride) موضع‌گیری علیه تبعیض و خشونت نسبت به همجنسگرایان و سایر افراد ال‌جی‌بی‌تی است.